# 冯劲
冯劲（1993年8月14日—），生于中国重庆市北碚区，中国足协运动员，司职中场，现效力于中国足球协会超级联赛球队上海海港 。
由于他的速度、技术、突破能力，重庆球迷将他称为“重庆梅西”。重庆当代力帆的两名外援、分别被球迷称为“小摩托”和“大摩托”，冯劲则被称为“国产摩托”。

## 俱乐部
冯劲生于重庆市北碚区，家境不错。他从小喜欢踢球。2007年7月，重庆力帆93/94梯队受邀参加在秦皇岛举行的2007年阿迪达斯杯全国U15足球联赛。梯队教练冉蔷认为队伍刚刚组建，人员实力不强，担心比赛结果不好，于是到重庆当地足球较好的杨家坪中学借用球员参赛，14岁的冯劲被选中。比赛中，冯劲表现不错，他随后正式加入了重庆力帆梯队。2011年，重庆力帆梯队在北碚职教中心学习文化课期间，冯劲帮助北碚职教中心在全国中学生足球联赛中夺得全国季军。2012年全国U19足球联赛中，冯劲帮助球队晋级四强。
2012年，重庆力帆竞争升级中超联赛失利，俱乐部聘请王宝山为新任主教练。王宝山看中了冯劲，在2013年将他提升进了重庆力帆一队。据冯劲说，王宝山刚刚将他提拔到一队时，他身体瘦弱，体重只有60公斤，对抗中常常处在不利位置。王宝山监督他吃鸡蛋、喝牛奶补充营养。加上大量的力量训练，冯劲终于将体重增加到了70公斤。2013年和2014年，重庆力帆征战中国足球甲级联赛的两个赛季，冯劲出场机会不多。2014赛季，重庆力帆冲超成功。2015年中国足球超级联赛中，冯劲共出场19次，其中7次为首发出场。客场同天津泰达的比赛中，冯劲打入了个人在中超联赛的首粒进球。
2016赛季，重庆力帆改用张外龙担任主教练，球队战术调整。同年，中国足协推出U23球员出场政策，冯劲已满24岁，不在政策照顾的范围内。这个赛季，冯劲出场机会减少了。2016年7月底，重庆力帆与西班牙足球甲级联赛格拉纳达足球俱乐部开展合作，重庆力帆宣布冯劲将加盟格拉纳达。不过，西班牙媒体很快确认冯劲并不会加入格拉纳达一线队，而是进入格拉纳达B队。后来，加盟一事明确为试训。冯劲在8月20日启程前往西班牙。试训期原定一个月，但冯劲在9月10日提前返回了重庆。2016赛季、2017赛季，冯劲一共首发出场5次。2017年中超联赛中，冯劲首发出场3次，替补出场12次，出场时间共548分钟，打入1粒进球。由于速度快、技术好、擅长边路突破，重庆球迷将冯劲称为“重庆梅西”。2017年5月26日中超联赛第11轮重庆力帆客场与广州恒大淘宝的比赛中，冯劲连续突破冯潇霆、刘健两名中国国家足球队球员的防守，给球迷留下了深刻印象。
2018年1月3日，冯劲与重庆当代力帆续签了合同。2018赛季中超联赛前段，保罗·本托担任重庆力帆主教练，冯劲被弃用。祖迪·告魯夫上任后，给了冯劲稳定的出场机会。这年10月，冯劲被选入中国足协的国家男子足球集训队训练营。但是，他不久后以家庭原因请假离开了训练营。有媒体猜测，冯劲请假的实际原因是重庆队保级情况严峻，球队需要他帮助保级。2018年，冯劲在各项赛事中共出场22次，出场时间累计1108分钟，完成2个进球和2个助攻。
2019年中国足球超级联赛前11轮，冯劲出场10次，出场时间总计791分钟，完成1个进球和2个助攻。前11轮联赛战罢，冯劲首次入选中国国家足球队。7月17日，联赛第18轮比赛，重庆斯威客场2比0战胜深圳佳兆业。这是冯劲代表重庆队出场的第100场比赛，他在比赛中打进一球。8月15日，联赛第22轮，重庆力帆客场挑战排名联赛第一的广州恒大淘宝。比赛中，冯劲首发出场，并在第32分钟连续过掉3名防守球员打入一粒进球，帮助球队1比1逼平对手，终结了广州恒大淘宝队的联赛连胜纪录。

## 国家队
2014年4月，冯劲曾入选傅博执教的中国国奥队，参加集训备战土伦杯。
2019年5月30日，中国足协公布了马尔切洛·里皮再次出任中国国家足球队主教练后的首批集训名单，冯劲是入选名单的24人之一。这是他首次入选国家队。6月7日，同菲律宾国家足球队的友谊赛上，冯劲在第74分钟替下李磊，首次代表中国国家队出场。

## 荣誉

### 俱乐部
重庆力帆
- 中国足球协会甲级联赛冠军: 2014[20]